# 雨聲器

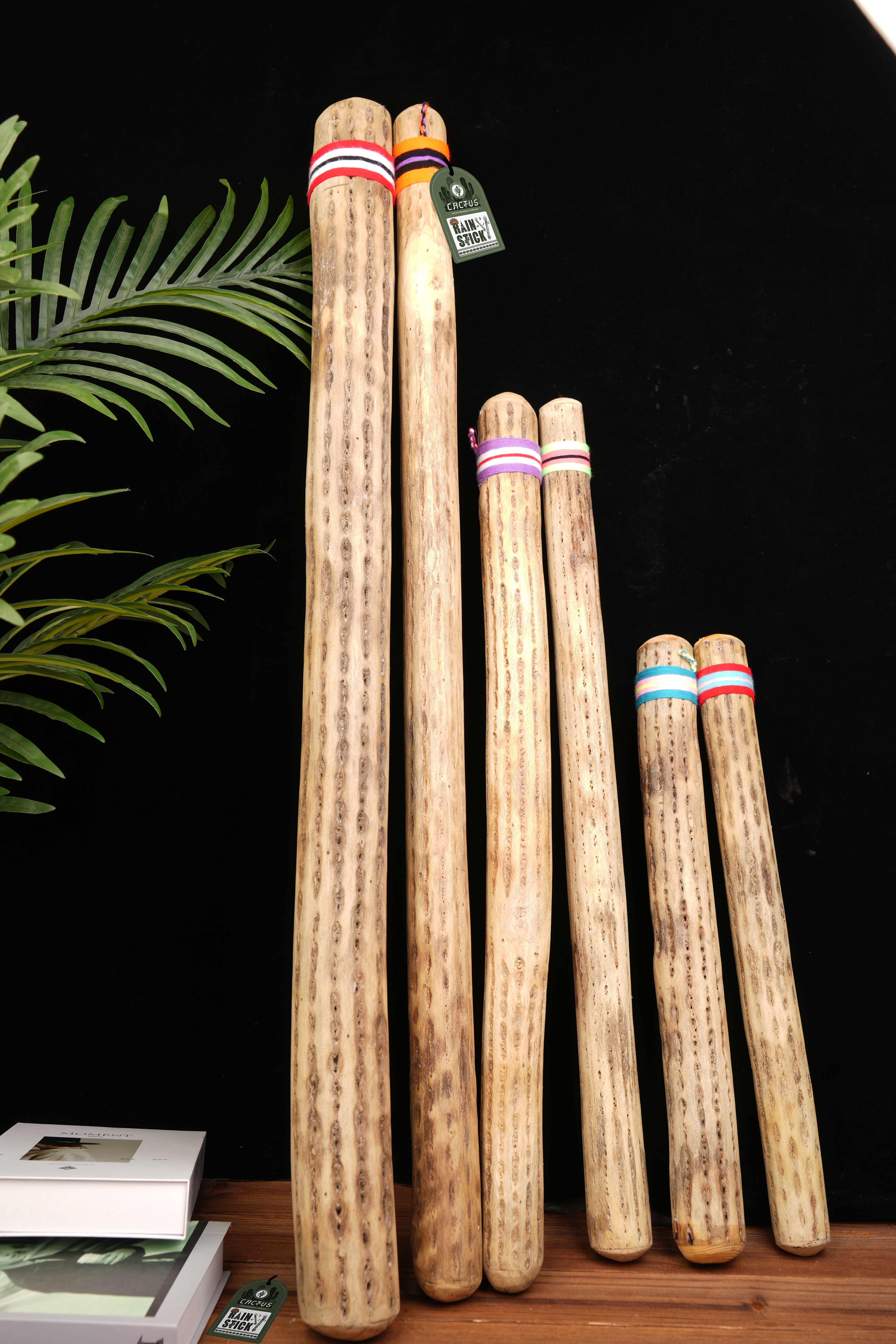
傳統模式的雨聲器，以仙人掌的莖部經曬乾後所做成。

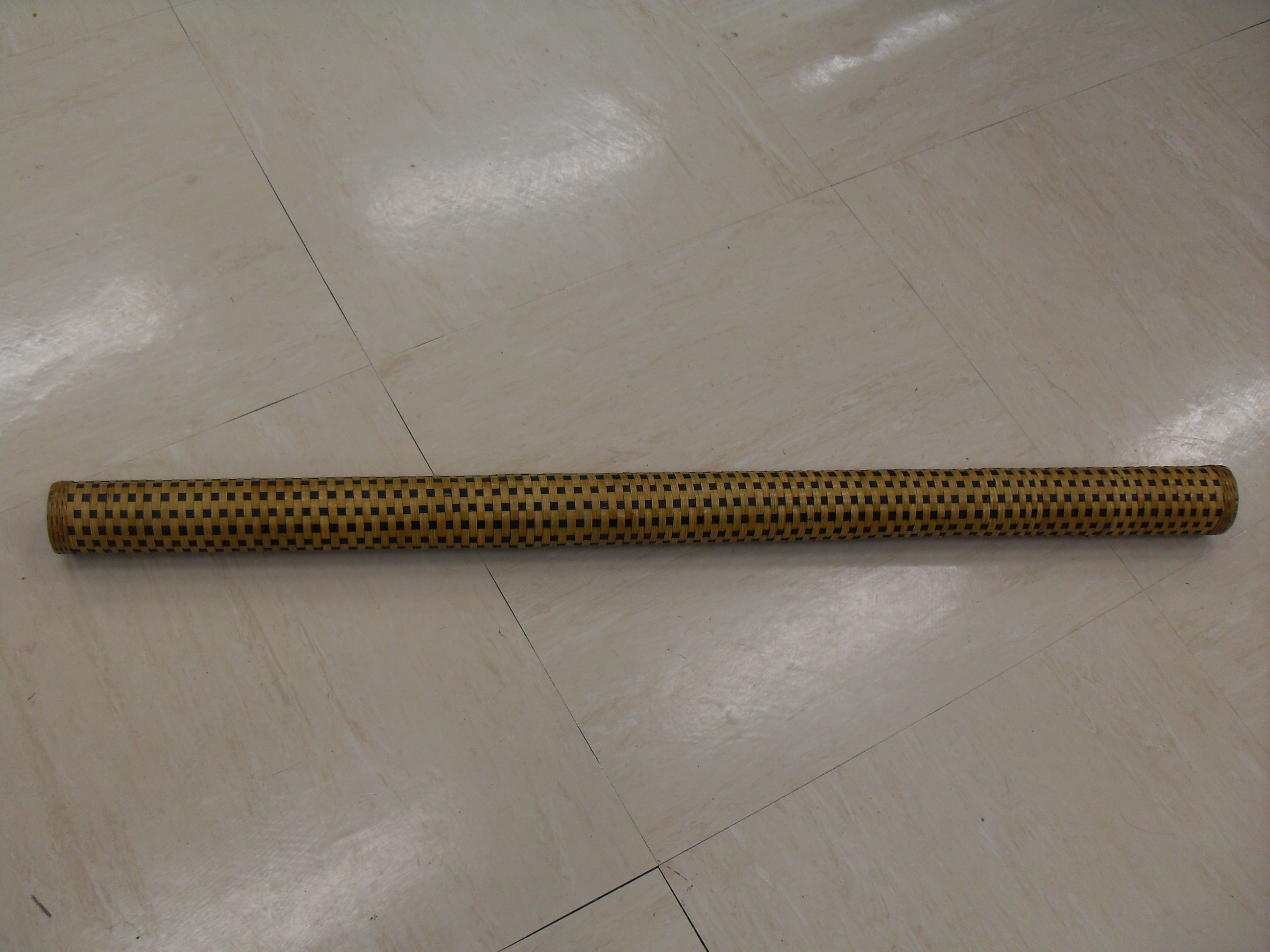
現代的雨聲器，以藤條將外圍包裹。

雨聲器是一種簡單的敲擊樂器，在薩克斯分類法中，屬於體鳴樂器，樂器多用於民間音樂中，間中亦會於正統音樂中出現，但次數不多，最傳統的雨棍一般是仙人掌雨棍。

## 起源
雨聲器有可能是源自南美洲的智利或秘魯，是傳統部落用來祭天求雨時所用的法器一種。

## 構造
雨聲器的外型如一根長棒，中間部份為空心，然後填入一些細粒狀物質，如植物種子、細鐵珠、膠珠、砂粒等為充填物。當充填物在管內流動時，會發出「沙沙」的摩擦聲音，有如雨點落地時的聲響，因而得名。木棒的長度沒有特定限制，傳統的大約為20至30公分，而現今由工廠大量生產的，則可以由15至100公分不等。
材料方面，傳統雨聲器多以植物的樹幹或莖部為材料，當中又以竹、仙人掌較常用，再在兩邊封口。現今於工廠機器生產的則以透明膠管為材料。而製造雨點聲音的充填物亦多採用細小的膠珠。
為營造更長久的雨聲，在管身內會加設一些橫置的分隔物，以增加充填物由一端流動到另一邊的時間，另外在管身亦加設了螺旋型的導道，一方面亦是增加膠珠流動的時間，亦能提供更多充填物和管身摩擦發聲的機會。

## 外部連結
- 自製雨聲器（英文） （页面存档备份，存于）。